# Sascha-Film

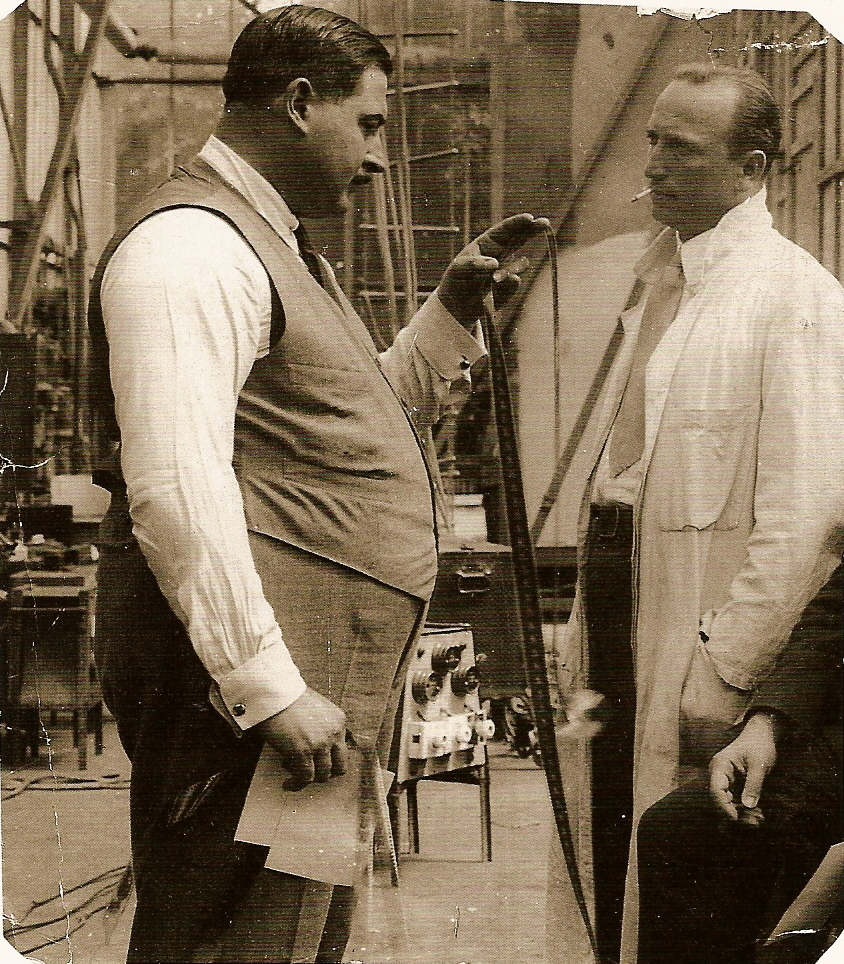
Sascha Kolowrat, fondateur de Sascha-Film, ici à gauche, en 1915-1916.

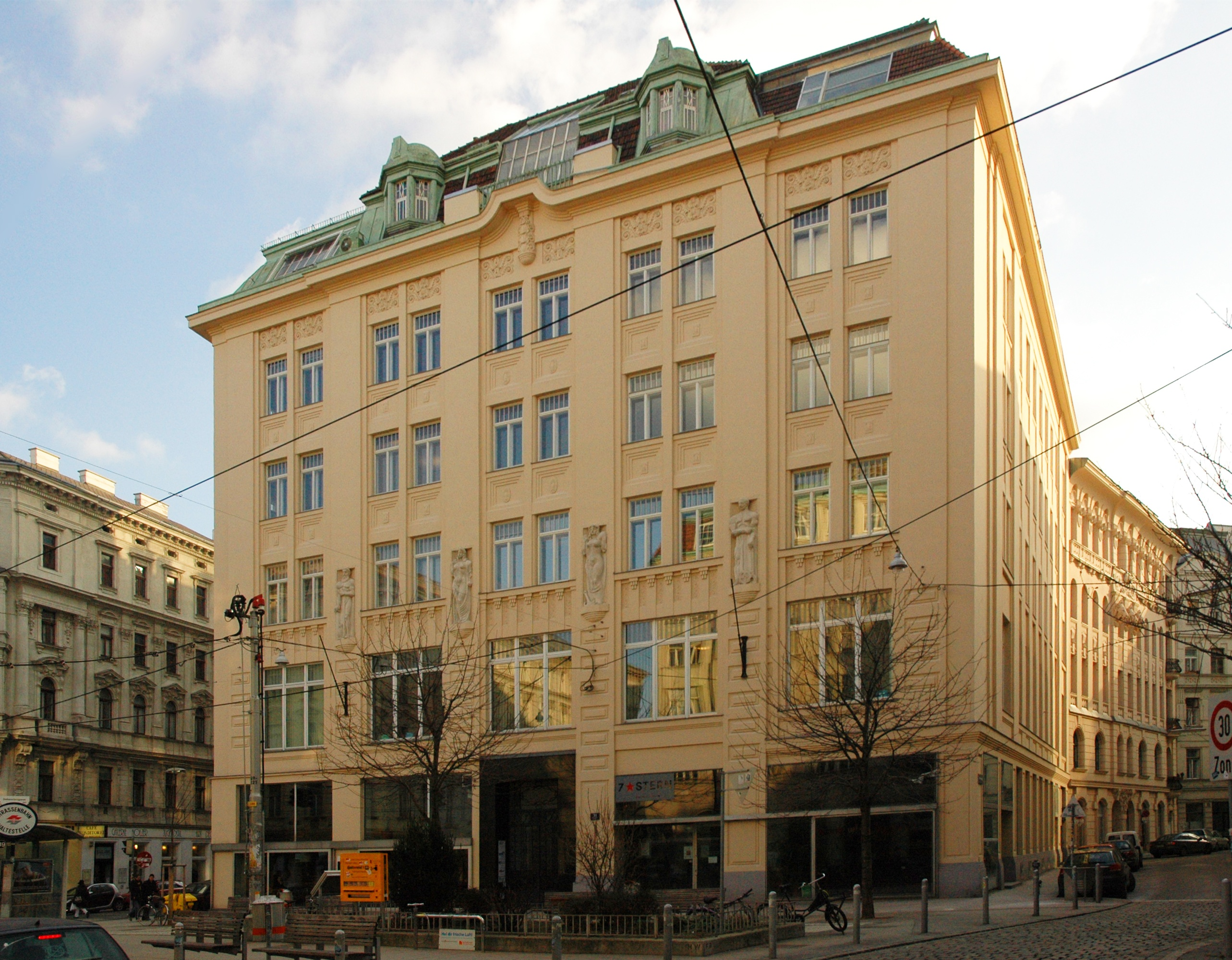
L'ancien siège de Sascha-Film sur la Siebensterngasse à Vienne.

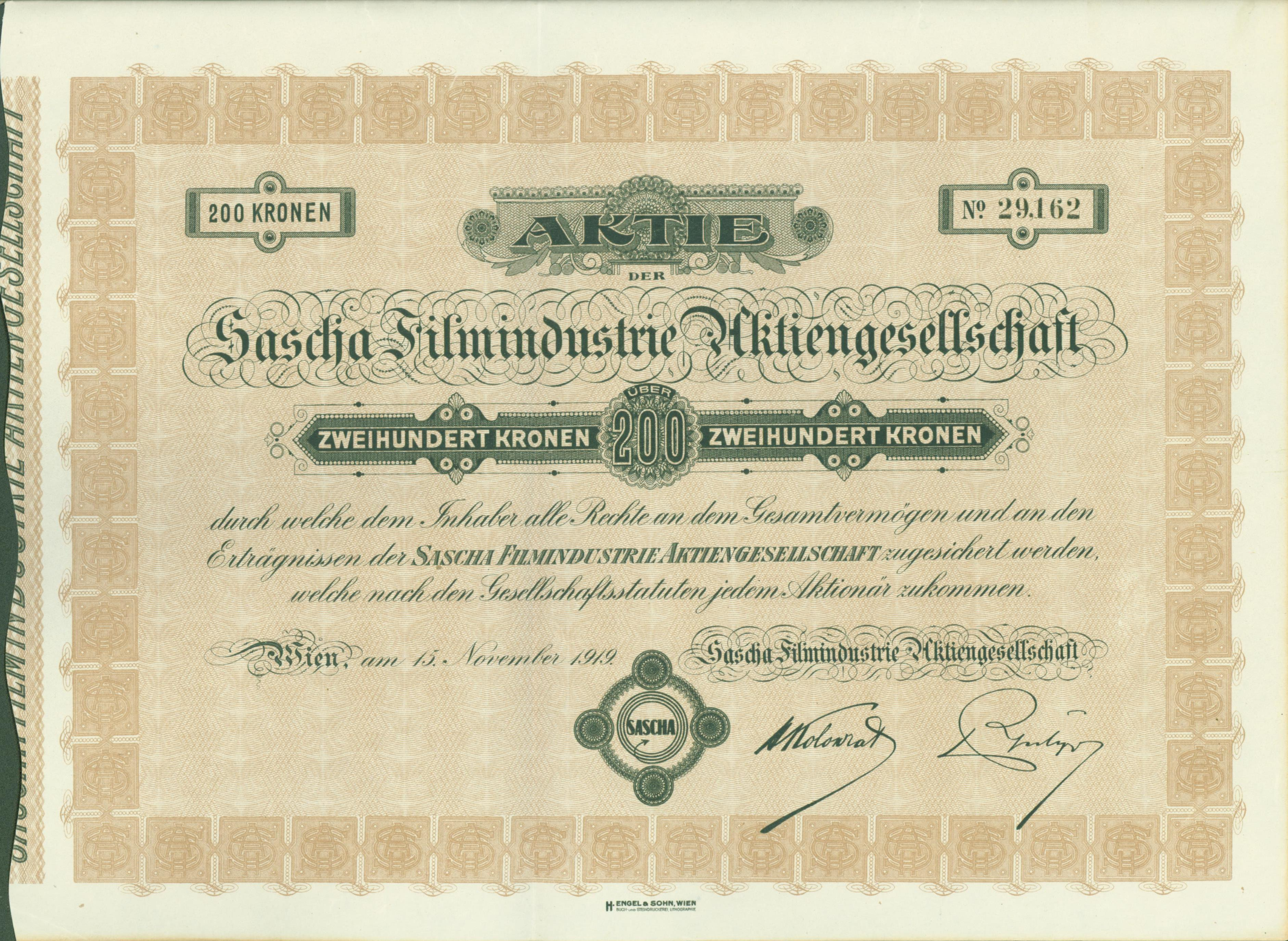
Action du Sascha Filmindustrie AG en date du 15 novembre 1919

Sascha-Filmindustrie AG, abrégé Sascha-Film, était la plus importante société de production autrichienne pendant la période du cinéma muet et aux débuts de celle du parlant. Elle fut fondée en 1910 par Alexander « Sascha » Kolowrat-Krakowsky (1886-1927). À partir de 1933 elle est rebaptisée Tobis-Sascha-Filmindustrie AG avant de fusionner avec la Wien-Film en 1938. 

## Histoire
En 1910, à Vienne, se met en place l'industrie du film visant à contrôler la production sur le territoire de l'empire, avec la fondation de la Wiener Kunstfilm-Industrie, par Anton Kolm (en) (1865-1922) associé à son épouse Luise Fleck (1873-1950), société qui va conserver un monopole jusqu'en 1914.
Une première société, Sascha-Filmfabrik, est fondée en 1910 par le comte et champion automobile Alexander Kolowrat-Krakowsky à Pfraumberg (Přimda) en Bohème. Puis, en 1912, Sascha-Film installe ses bureaux à Vienne. Au moment de la Première Guerre mondiale, les films français et britanniques étant interdits en Autriche-Hongrie, les premières productions Sascha-Films voient massivement le jour, venant prendre d'importantes parts de marché. Populaires, vite faits, placés au service de la propagande et du moral des populations, leurs films permettent à Kolowrat-Krakowsky de devenir leader en 1916. 
En effet, le 4 avril 1916, Kolowrat-Krakowsky et l'Allemand Oskar Messter décident de fonder la Sascha-Meßter-Film, une filiale de Sascha-Film et de Messter-Film. Parallèlement, la Messter-Film prend des parts dans la société de Kolowrat-Krakowsky. La même année, Sascha-Film fait construire le premier grand studio de cinéma à Vienne-Sievering. Lorsque Messter-Film est racheté en 1918 par la société allemande l'Universum Film AG (UFA), Kolowrat-Krakowsky craint de perdre son indépendance.
Aussi, en septembre 1918, du fait de la crise économique et de la guerre, les productions Philipp & Pressburger, fondées en 1911 à Vienne, fusionnent avec la Sascha-Film, dans laquelle les fondateurs, Sigmund Philipp et Arnold Pressburger, deviennent respectivement vice-président et directeur général. Leur association se termine en 1925-1926, mais Kolowrat-Krakowsky réussit par cette manœuvre à garder sa société sous capitaux autrichiens. En 1920, la Wiener Kunstfilm-Industrie avait fait faillite. Durant les années 1920, Sascha-Film règne alors en maître sur la production autrichienne, de nouveau concurrencé par Vita-Film (en) (1919-1924), fondé par Kolm et Fleck. Cette compétition entraine la production de films de plus en plus monumentaux — tels que Prinz und Bettelknabe (1920) —, les budgets enflent, conduisant à la faillite de Vita-Film. Ce combat est parfaitement illustré par la double sortie en 1922 de Samson und Delila (Vita-Film) et Sodome et Gomorrhe (Sascha-Film). En 1924, le gros succès de L'Esclave reine renforce encore la puissance financière de Sascha-Film. L'acquisition du réseau de salles Collegia, la signature d'un contrat de distribution exclusif avec la Paramount, et la production du film austro-français Salammbô sont les grands événements de ces années. En 1927, la sortie de Café Elektrik avec Marlene Dietrich marque l'apogée de Sascha-Film : cette année-là, Kolowrat-Krakowsky, qui luttait contre le cancer, meurt.
L'invention du cinéma sonore, la crise de 1929, et des difficultés de succession avec les héritiers, mettent en péril Sascha-Film à partir de 1930. En 1932, un accord est trouvé, le groupe Pilzer (dirigé par les frères Oskar, Kurt, Severin et Viktor Pilzer) rachètent Sascha-Film. Le nouveau président est Oskar Pilzer (1882-1939). Au printemps 1933, la société de production allemande Tobis Film est également rachetée par Pilzer et le groupe est rebaptisé Tobis-Sascha-Film.
En 1933, les nazis interdisent les transferts de financement entre l'Allemagne et l'Autriche : Tobis-Sascha-Film possède une créance de plus d'un million de marks bloquée à Berlin. La société sous-loue ses studios, liquide ses salles de projection, et licencie en masse. Berlin informe Pilzer qu'elle ne traiterait plus avec lui, ce dernier étant juif. Le 23 janvier 1937, il est contraint de vendre ses participations pour un montant dérisoire, qui n'a jamais été soldé.
En 1938, tout ce qui reste de Sascha-Film et de Tobis-Film (Vienne) est regroupé sous l'appellation Wien-Film, à capitaux allemands, contrôlés par la Universum Film AG.
Après guerre, en septembre 1946, les héritiers de Kolowrat-Krakowsky fondent Sascha Film Distribution à Vienne, et produisent des films de divertissement jusque dans les années 1960.

## Films produits
- 1922 : Sodome et Gomorrhe  de Mihaly Kertész
- 1922 : Herren der Meere d'Alexander Korda
- 1923 : Le Jeune Medardus de Mihaly Kertész
- 1924 : L'Esclave reine de Mihaly Kertész
- 1925 : Salammbô de Pierre Marodon
- 1925 : Célimène, la poupée de Montmartre de Mihaly Kertész
- 1927 : Trois nuits d'amour de Gustav Ucicky

## Source de la traduction
- (en) Cet article est partiellement ou en totalité issu de l’article de Wikipédia en anglais intitulé « Sascha-Film » (voir la liste des auteurs).